# W52SA
W52SA（だぶりゅーごーにーえすえー）は、三洋電機（大阪、現・京セラ SANYOブランド）が開発した、auブランドを展開するKDDIおよび沖縄セルラー電話のCDMA 1X WINの携帯電話である。

## 特徴
形状としてはW33SA/W33SA IIの後継で薄型18.7ミリでEZ FeliCaも搭載されている。W33SAの後継ではあるが、アナログテレビチューナーは搭載されていない。ワンセグの最大視聴時間は5時間45分である。ワンセグのその他の機能は予約録画、タイムシフト再生、ジャンプ再生に対応。そして番組にあわせて画質を設定できるシーンセレクト機能が搭載されている。カメラに関しては、「ぱぱっとパノラマ」「すすっとスキャン」といった機能が特徴的、またキャラクターリーダーが搭載されている事を利用し「カメラde辞書」という文字を撮影して辞書引きできる機能や通話時間を設定し自動的に終話する「コールエンド機能」も搭載されている。
なお、大阪三洋製SA機の1xEV-DO Rel.0／KCP対応機種としては最終機種となっている。

## カラー別の特徴
全体として高級感を意識して作られている。
- ライトブルー

青色のキーライトが暗い場所で浮かび上がり、高級感を醸し出している。
- フィールブラック

表面の材質がマットな質感であり、高級感を表現している。
- クラスターシルバー

金属塊を削りだしたような銀の色合いが、高級感を出している。

## 沿革
- 2007年5月22日 - KDDIより発表。
- 2007年6月7日 - 北海道・九州・沖縄地区で発売
- 2007年6月8日 - 東北・関東・北陸・中部・関西・四国地区で発売
- 2007年6月9日 - 中国地区で発売
- 2012年7月22日 - L800MHz（旧800MHz帯・CDMA Banclass 3）帯エリアによる音声・通信サービスの停波により、それ以降はN800MHz帯エリアおよび2GHz（CDMA Bandclass 6）帯エリアの各音声・通信サービスで利用する事となる（予定、後に鳥取三洋から発売されたW53SAは同機種と同じ機能ながらもN800MHz帯に非対応である）。

## 主な機能・対応サービス
- au Smart Sports（アプリのダウンロードが必要）
- Hello Messenger
- au LISTEN MOBILE SERVICE（ビデオクリップ対応）
- EZナビウォーク（声de入力・3D対応）
- EZ助手席ナビ
- 安心ナビ
- 災害時ナビ
- 緊急通報位置通知
- EZ FeliCa
- EZチャンネルプラス
- EZ・FM(録音可)
- 赤外線通信
- EZケータイアレンジ
- PCサイトビューアー
- EZアプリ(BREW)(オープンアプリプレイヤー対応)
※体験版アプリとしてカプコンの「モンスターハンター（携帯電話アプリ版）」が本端末にプリインストールされている
- デコレーションメール
- 絵しゃべりメール
- ラッピングメール
- Touch Message
- SD-Audio (AAC)
- SD-Video (ASF)
- ぱぱっとパノラマ
- すすっとスキャン
- からくり時計
- カメラde辞書
- コールエンド機能

ほか